# Charles Nisard
Charles Nisard (născut Marie-Léonard-Charles Nisard; n. 10 ianuarie 1808, Châtillon-sur-Seine, Bourgogne, Franța – d. 16 iulie 1889, Franța) a fost un cercetător literar, filolog, editor și traducător de texte latine și istoric literar francez.
Subsecretar de stat la Ministerul Poliției în anii 1850, el a fost responsabil cu recenzarea și cenzurarea literaturii de colportaj, ceea ce i-a permis să-și alcătuiască o colecție importantă de cărți populare. El a elaborat astfel primul studiu istoric pe această temă, precum și câteva studii cu privire la vocabularul argotic parizian și a etimologiei sale. A fost ales membru al Académie des Inscriptions et Belles-Lettres în 1875.
Charles Nisard era fratele academicianului Désiré Nisard și al profesorului universitar Auguste Nisard.

## Scrieri (selecție)
- Caméra-lucida. Portraits contemporains et tableaux de genre, Paris, Dauvin et Fontaine, 1845.
- Le Triumvirat littéraire au XVIe siècle : Juste Lipse, Joseph Scaliger et Isaac Casaubon (1852). Reeditare: Slatkine, Geneva, 1970.
- Les Ennemis de Voltaire : l'abbé Desfontaines, Fréron, La Beaumelle, Paris, Amyot, 1852 Text online
- La Muse pariétaire et la muse foraine ou Les chansons des rues depuis quinze ans, Paris, J. Gay, 1863. Text online
- Histoire des livres populaires ou de la littérature de colportage depuis le XVe siècle jusqu'à l'établissement de la Commission d'examen des livres du colportage (30 novembre 1852) (2 vol., Paris, E. Dentu, 1864) Text online 1 2
- Les Gladiateurs de la République des lettres aux XVe, XVIe et XVIIe siècles, Paris, Michel Levy frères, 1860. Reeditare: Slatkine, Geneva, 1970.
- Curiosités de l'étymologie française de quelques proverbes et dictons populaires, Paris, L. Hachette et Cie, 1863 Text online
- Étude sur le langage populaire ou patois de Paris et de sa banlieue, Paris, A. Franck, 1872. Reeditare: France-Expansion, Paris, 1973. Text online
- Des chansons populaires chez les anciens et chez les Français, essai historique suivi d'une étude sur la chanson des rues contemporaine (2 vol., Paris, E. Dentu, 1867) Text online 1 2
- De quelques parisianismes populaires et autres locutions non encore ou plus ou moins imparfaitement expliquées des XVIIe, XVIIIe et XIXe siècles, Paris, Maisonneuve, 1876. Reeditare: Ennoïa, Rennes, 2003.
- Le Comte de Caylus, d'après sa correspondance inédite avec le P. Paciaudi (théatin) bibliothécaire du duc de Parme : 1717-1765, Paris, Imprimerie nationale, 1877.
- État précaire de la propriété littéraire au XVIe siècle, Paris, Paul Dupont, 1884
- Guillaume Du Tillot, un valet ministre et secrétaire d'État, épisode de l'histoire de France en Italie, de 1749 à 1771, Paris, Paul Ollendorff, 1887.
- Le Poète Fortunat, Paris, Honoré Champion, 1890.

Ediții și traduceri
- Cicero: Œuvres complètes (6 vol., 1840-1882)
- Pierre-Daniel Huet: Mémoires (1718) (1853) Text online
- Jean-Baptiste-Antoine Suard: Mémoires et correspondances historiques et littéraires inédits (1726 à 1816) (1858) Text online
- François Garasse: Mémoires de Garasse, de la Compagnie de Jésus (1860) Text online
- Justinus: Histoires philippiques extraites de Trogue Pompée (1864)
- Venance Fortunat: Poésies mêlées (1887) Text online